# Kadovská skála
Kadovská skála je přírodní památka asi šest kilometrů jižně od Moravského Krumlova nedaleko obce Kadov. Předmětem ochrany jsou společenstva teplomilných doubrav s dubem pýřitým (Quercus pubescens), nízkých xerofilních křovin a bazifilních skalních trávníků. Součástí chráněného území je skalní útvar dokumentující geologický vývoj od devonu po kvartér.